# Staffa (edilizia)

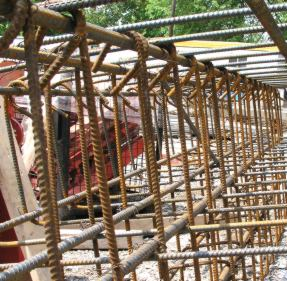
Armatura d'acciaio con staffe

Una staffa è un manufatto in acciaio, costituito da una o più barre opportunamente sagomate in modo da costituire forme chiuse.
Il suo utilizzo è prevalentemente finalizzato alla realizzazione di armature per opere in calcestruzzo armato: le staffe rappresentano l'armatura trasversale di un elemento strutturale (come una trave o un pilastro), 
contrapposta all'armatura longitudinale, costituita da altri manufatti in acciaio detti correnti o tondini, che sono invece disposti parallelamente all'asse dell'elemento.
Le staffe hanno una triplice funzione:
- funzione strutturale: si fanno principalmente carico di sforzi di taglio (e per questo motivo i bracci delle staffe devono risultare perfettamente verticali) e di torsione e limitano la lunghezza libera d'inflessione quando l'elemento a cui appartengono è caricato assialmente a compressione o compressione eccentrica;
- svolgono un'azione di "confinamento" del calcestruzzo quando questo è sottoposto a compressione;
- funzione pratica: servono anche a contenere le barre d'acciaio longitudinali (correnti).